# ウェスト・サイド・ボーイズ
ウェスト・サイド・ボーイズ(West Side Boys)とは、1990年代後半に内戦国であった西アフリカのシエラレオネに存在した民兵組織。主に少年兵からなるが、実態は武装ギャングに近いものであった。イブラヒム・カマラ（Ibrahim Kamara、愛称バズィ）とハッサン・バングラ司令官（Hassan Bangura、愛称准将パパ、爆弾ブラスト）により結成された。

## 概要
シエラレオネ内戦においては、ジョニー・ポール・コロマの軍事革命評議会(AFRC)やアハメド・フォディ・サンコーの革命統一戦線(RUF)との関わりが強く、AFRCやRUFなどの武装組織にも加わって活動していた。特にAFRCとの関わりが強く、(AFRC)のリーダーであるコロマを支持していた。メンバーには反乱に加わったシエラレオネ軍の元兵士も多数含まれており、FN FAL、81mm迫撃砲など古い西欧製やカラシニコフ銃、RPG-7など旧ソ連製の武器を中心に武装していたが、これらの資金源は紛争ダイヤモンドによるものであった。
首都フリータウン郊外のオッカラ・ヒルズ（Occra Hills）と言う丘地帯を根城に活動していた。
組織メンバーにはそれぞれ、愛称が付けられていた。
革命統一戦線の手法にも見られた麻薬漬けにされた少年兵も多数いたとされる。拉致された戦争孤児の少年たちにはマリファナやヘロイン、コカイン、アルコールなどを与えて酔い狂わせ、より暴力性や残虐性を備えた好戦的な兵士に仕立てていった。なかには女装やかつらなど奇妙な服装をする者もおり（女装などは現地部族のアニミズム的要素を取り入れたとされる）、反体制の歌詞内容などが多いギャングスターラップやレゲエの音楽を好んで戦闘前の儀式に用いるなど、幼稚な面も見られた。しかし、シエラレオネ国内のみならず隣国リベリアの内戦でも極端な破壊や拷問、殺戮を繰り返していた。
ハッサン・バングラやイブラヒム・カマラと言ったウェスト・サイド・ボーイズの指導者が逮捕され、1998年にはウェスト・サイド・ボーイズの新しい司令官のデニス・ミンゴ（愛称スーパーマン）、他、RUFのメンバーでもあるマイク・ラミンやジョニー・レイらウェスト・サイド・ボーイズの主要なメンバーが多数が逮捕されたが、1999年10月時点でも約1000人がジャングル内で活動していたとされる。ハッサン・バングラの後継者に元シエラレオネ軍人フォディ・カーライがウェスト・サイド・ボーイズのリーダーになっていた。 
2000年6月、首都フリータウン郊外のオッカラ・ヒルズ（Occra Hills）でシエラレオネ国軍の兵士1名とシエラレオネに駐留するイギリス陸軍の兵士11名が24歳のリーダーフォディ・カーライ （准将）率いるウェスト・サイド・ボーイズに拉致される事件が起きた。9月10日にはイギリス軍特殊部隊による人質救出作戦（バラス作戦）が実行され、この作戦の戦闘で50人以上のウェスト・サイド・ボーイズのメンバーが死亡、180名以上のメンバーが捕虜となった。
この戦闘による敗北を機に組織は壊滅したが、一部のメンバーは武装解除に応じずジャングルへと消えた。元少年兵を含む武装ゲリラの問題は、2002年の内戦終結後もシエラレオネの情勢を不安定にする一因となっている。
ウェスト・サイド・ボーイズのスポークスマンの1人で自らカンボジア大佐と名乗る人物が2000年にBBCのイギリス人グループにより与えられた衛星電話を通してBBCとインタビューで話した時、1999年にカバー大統領とRUFのサンコーとの間で結ばれたロメ和平協定に不満があり、見直しを求めていた。また、リーダーのフォディ・カーライは海外教育の為、シエラレオネから安全に逃がしてくれるように、要求していた。その事が拉致事件に繋がっている。